# Колесник Марина Володимирівна
Марина Володимирівна Коле́сниќ (нар. 7 грудня 1987, Київ) — українська художниця. Дочка художників Володимира Володимировича Колесника та Олени Василевської, онука художника Володимира Артемовича Колесника.

## З біографії
Народилася 7 грудня 1987 року в місті Києві (нині Україна). 2012 року закінчила Національну академію образотворчого мистецтва і архітектури, де навчалася зокрема у Віктора Кириченка, Андрія Чебикіна. З 2012 року живе у Туреччині.

## Творчість
Працює у галузях станкового живопису і станкової графіки (техніки — офорт, гравюра, акварель). Серед робіт:
графіка
- «Вечірнє небо» (2009);
- «Пейзаж із мечеттю» (2011);
- «Стежка» (2011, папір, акварель);
- «Земля» (2011);
- «Вулиця Нікосії» (2012, папір, акварель);
- «Фортеця на Кіпрі» (2012);
- серія офортів «Чотири стихії» (2012);

живопис
- «Вечоріє» (2010);
- «Хмарність» (2012);
- «Повітря» (2012, офорт);
- «Бодрум» (2013).

У 2013 році у Києві відбулася її персональна виставка.